# Laurinburg
Laurinburg är en stad i den amerikanska delstaten North Carolina med en yta av 32,5 km² och en folkmängd, som uppgår till 15 874 invånare (2000). Laurinburg är administrativ huvudort i Scotland County.

## Kända personer från Laurinburg
- Terry Sanford, politiker
- Ben Vereen, dansare och skådespelare